# Клопоти-Банькі
Клопоти-Банькі (пол. Kłopoty-Bańki) — село в Польщі, у гміні Сім'ятичі Сім'ятицького повіту Підляського воєводства.
Населення — 89 осіб (2011).
У 1975-1998 роках село належало до Білостоцького воєводства.

## Демографія
Демографічна структура станом на 31 березня 2011 року:
|          | Загалом | Допрацездатний вік | Працездатний вік | Постпрацездатний вік |
| -------- | ------- | ------------------ | ---------------- | -------------------- |
| Чоловіки | 37      | 8                  | 22               | 7                    |
| Жінки    | 52      | 13                 | 32               | 7                    |
| Разом    | 89      | 21                 | 54               | 14                   |